# サーカスティックフリンジヘッド
サーカスティックフリンジヘッド (学名:Neoclinus blanchardi) は、イソギンポ目に属する海水魚の一種。

## 分類と名称
1858年にシャルル・フレデリック・ジラールによって記載され、種小名は本種の標本を収集したDr. S. B. Blanchardへの献名。エイリアンフィッシュとも呼ばれる。サーカスティックとは「皮肉な」という意味で、攻撃的な気性に由来する。フリンジヘッドは頭についたアンテナのような皮弁に由来する。

## 分布
アメリカのカリフォルニア州からメキシコのバハ・カリフォルニア州中部まで、北東太平洋の温帯海域に分布する。

## 形態
体長25 - 30 cm。 体は細長く、頭が大きい。眼の上の皮弁にはうなじがない。周りの様子を探る器官があると考える。オスの口は非常に大きく、頬の膜が広がることにより、閉じた状態の4倍まで口を開くことができる。舌は紫色で歯は2列あり、口の周りに蛍光の黄色い縁取りがある。体色は赤みがかった茶色から灰色のまだら模様で、顔には薄い白色の斑点が入る。背鰭は長く尾鰭付近まで達し、金色に縁取られた暗色の眼状紋をもつ。

## 生態
沿岸部の水深3 - 73mの砂泥底、岩場に生息。岩穴や貝殻、空き缶などのゴミなどを巣としている。縄張り意識が強く、縄張りに入った生き物を手当たり次第攻撃する。同種のオス同士の縄張り争いの時は、大きな口を押し合い大きさ比べをし、それでも勝負がつかないと噛みつき合う。待ち伏せ型の捕食者で、小魚、エビなどを食す。短く直線的な泳ぎをする。イカの卵を捕食することも知られている。メスは岩陰などに約3000個の粘着性のある卵を産み、オスが守る。寿命は6年ほどとされる。

## 人との関わり
食用にはされない。日本では、葛西臨海水族園でのみ唯一飼育されている。過去にはサンシャイン水族館でも飼育されていた。